# Ngọc Thanh, Kim Động
Ngọc Thanh là một xã thuộc huyện Kim Động, tỉnh Hưng Yên, Việt Nam.

## Địa lý
Xã Ngọc Thanh có vị trí địa lý:
- Phía đông giáp xã Hiệp Cường
- Phía tây giáp xã Hùng An
- Phía nam giáp thành phố Hưng Yên
- Phía bắc giáp xã Song Mai.

Xã Ngọc Thanh có diện tích 6,56 km², dân số năm 2019 là 6.754 người, mật độ dân số đạt 1.029 người/km².

## Hành chính
Xã Ngọc Thanh được chia thành 4 thôn: Thanh Cù, Duyên Yên, Phượng Lâu, Ngọc Đồng.